# Naranja roja

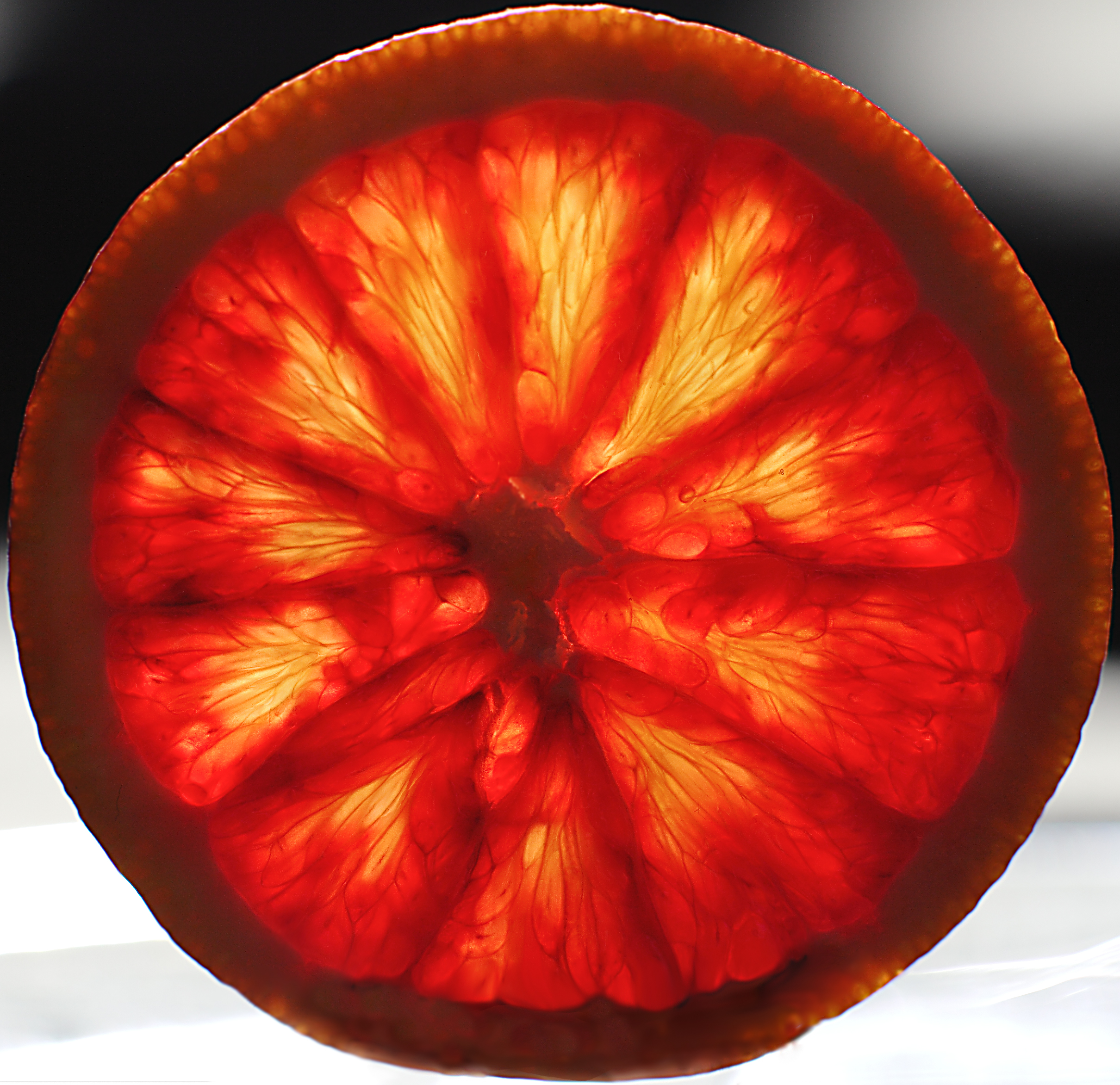
Naranja roja.

La naranja roja o sanguina es una variedad de naranja (Citrus × sinensis) con la pulpa de color rojo oscuro, parecido al del jugo de frambuesa. Se trata de una mutación de la naranja dulce común que se produce de forma natural cuando se dan las condiciones adecuadas. Las naranjas rojas están en temporada de diciembre a mayo. El grado de esta coloración depende principalmente de fuertes cambios de temperatura entre día y noche, así como también de la variedad. Se cree que el color se debe a la temperatura mientras la fruta está en crecimiento. El clima de Italia, con noches frías y días cálidos, es ideal. De sabor es notablemente más ácida que la naranja común. Según la variedad, es de tamaño ligeramente menor, mientras que su piel es algo más dura y más difícil de pelar, pero a menudo de igual textura y color, pudiendo ocasionalmente ser algo más lisa, parcialmente rojiza y con muy pocas semillas. El distintivo color rojo oscuro de su pulpa se debe a la presencia de antocianinas, una familia de pigmentos con propiedades antioxidantes común en muchas flores y frutas, pero infrecuente en los cítricos.
Este tipo de naranja suele considerarse un híbrido entre el pomelo y la mandarina, pero en realidad se trata de una mutación de la naranja dulce, que en sí misma ya es un híbrido.
Dentro de Europa, la Arancia Rossa di Sicilia (naranja roja de Sicilia) tiene el estatus de Indicación Geográfica Protegida.

## Cultivares

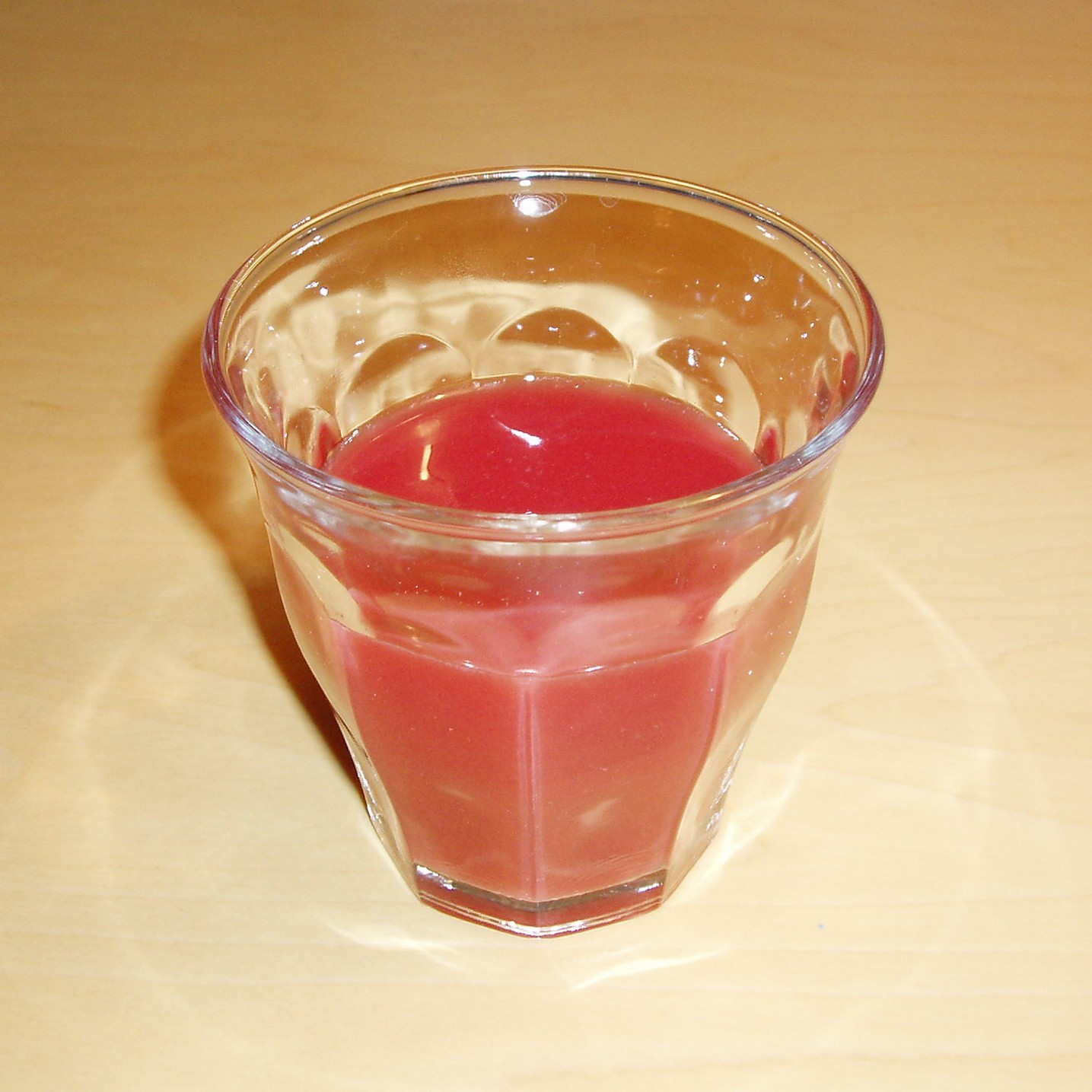
Un vaso de jugo de Sanguinello.

Los tres cultivares de naranja roja más comunes son el Tarocco (oriundo de Italia), el Sanguinello (nativo de España) y el Moro, la variedad más reciente.
Otros tipos menos conocidos son el Khanpur, Washington Sanguine, Ruby Blood, Sanguina Doble Fina, Delfino, Red Valencia, Burris Valencia, Vaccaro, Sanguine grosse ronde, Entre Fina y Sanguinello a pignu.[cita requerida] Aunque también pigmentadas, las Cara Caras y las Vainiglia Sanguignos obtienen su color gracias al licopeno, y no a las antocianinas como las naranjas rojas.

### Moro
La Moro es la naranja de color más fuerte de todas las sanguinas, con una carne de color rojo oscuro y una cáscara de color rojizo brillante. Su sabor es más fuerte y su olor más intenso que los de una naranja normal. Tiene un distintivo sabor ácido con algún grado de dulzor, mientras que su aroma incluye un toque a frambuesa. Esta variedad es más amarga que la Tarocco y la Sanguinello. Se cree que surgió a principios del siglo XIX en las zonas de cultivo de cítricos cercanas a Lentini (en la provincia de Siracusa, Sicilia) (Italia) como una mutación del Sanguinello Moscato. La Moro es una «naranja roja oscura», lo que significa que la carne va del naranja con vetas rubí, pasando por el bermellón y el carmesí hasta llegar casi al negro. Esta no tiene semillas.

### Tarocco
Tiene su origen y principal producción en Italia, concretamente en Sicilia, donde crece con facilidad gracias a la fertilidad de los suelos que rodean al Etna. Se cree que el nombre Tarocco procede de una exclamación de asombro expresada por el granjero a quien su descubridor enseñó la fruta. Es un fruto de tamaño medio y quizá la más dulce y sabrosa variedad de las tres. Es la naranja de mesa más popular de Italia, y se creen que procede de una mutación de la Sanguinello. Se le llama «semirroja» porque la carne no tiene un color rojo tan acentuado como la Moro y la Sanguinello. Su piel es fina y naranja, con ligeros toques rojizos y carece de semillas. La Tarocco es una de las naranjas más populares del mundo por su dulzor (el grado Brix suele estar por encima de 12,0) y jugosidad. Tiene el mayor contenido en vitamina C de todas las variedades de naranja cultivadas en el mundo, principalmente debido al fértil suelo de los alrededores del Etna donde se cultiva, y es fácil de pelar.
La Universidad de California ha identificado tres subcultivares de Tarocco: la Bream Tarocco, que originalmente fue donada por Robert Bream de Lindsay (California), es una fruta de tamaño medio a grande con pocas o ninguna semilla; la Tarocco #7, o CRC 3596 Tarocco, es conocida por su sabor, pero tiene una corteza con poca o ninguna coloración; y la Thermal Tarocco, que fue donada por A. Newcomb del Thermal Plaza Nursery en Thermal (California).

### Sanguinello
La Sanguinello, descubierta en España en 1929, a principios del siglo XX, tiene una piel rojiza, pocas semillas y una carne dulce y tierna, aunque su sabor es algo más amargo que el resto de variedades. Se parece a la Moro. Madura en febrero, pero puede permanecer sin cosechar en los árboles hasta abril. Puede durar hasta el final de mayo. Su piel es compacta, de color amarillo claro con un matiz rojo. La carne es naranja con múltiples vetas de color de sangre. Indicar que es una de las naranjas más solicitadas debido a que su producción se redujo considerablemente ya que es muy difícil conseguir el tono rojo que poseen durante su cultivo.

## Historia
Su origen histórico parece situar a la naranja en ciertas zonas de China o del Sureste Mediterráneo. Los Movimientos de distintos pueblos llevaron el cultivo de los cítricos al sur de Italia, destacando principalmente en Sicilia, donde se introdujo la variedad dulce de naranja de la mano de portugueses y genoveses. El origen concreto de la sanguina no está claro, pero lo más probable es que el origen de sus variedades y su explotación como producto comercial se sitúe entre España e Italia. 
A pesar de que han sido un alimento básico italiano, las naranjas de sangre han ganado recientemente popularidad en EE. UU. debido a su sabor único.
Los cítricos se han cultivado en Sicilia desde hace algún tiempo, estando documentado desde la época del dominio moro. Aunque se acredita a los árabes la plantación original de limones y naranjas amargas en Sicilia, los cruzados genoveses y portugueses introdujeron la variedad dulce, la Portogallo, en el siglo XV.
Cuando se conocieron las propiedades beneficiosas para la salud de la fruta, Sicilia empezó a exportar naranjas al resto del mundo. Actualmente los cítricos sicilianos se encuentran virtualmente en todos los países que permiten su importación.

## Nutrición

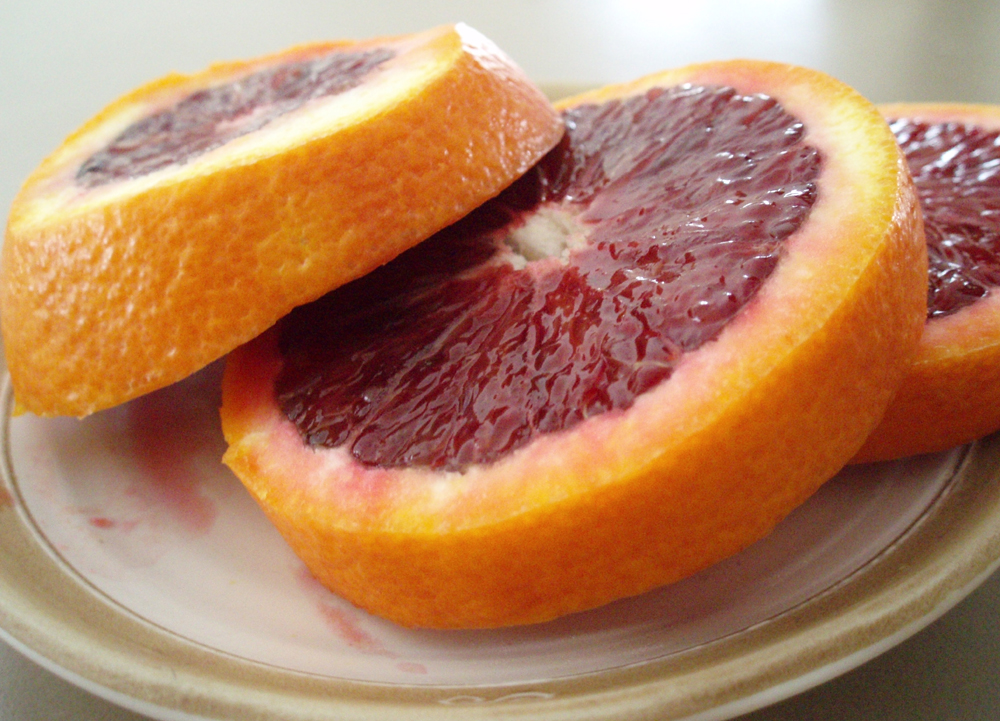
Una sanguina en rodajas.

El pigmento rojo de las sanguinas, la antocianina, es un antioxidante y un pigmento hidrosoluble que es un protector contra la luz ultravioleta. Las naranjas rojas también pueden disminuir el riesgo de cardiopatías, algunos tipos de cáncer y la acumulación de colesterol LDL. Además, puede reducir el riesgo de padecer cataratas, y ayuda al proceso de curación del cuerpo.
Las naranjas rojas, como todos los cítricos, son una buena fuente de vitamina C: una naranja normal proporciona el 130% del Consumo de Referencia Alimenticio diario. También proporciona el 16% de la ingesta diaria recomendada de fibra alimentaria. Las naranjas también pueden ser una fuente valiosa de ácido fólico, calcio y vitamina A.
Previene muchas enfermedades degenerativas y el envejecimiento prematuro, disminuye el riesgo de cardiopatías.
Baja el nivel de colesterol malo y se ha visto asociado a la reducción del estrés metabólico oxidativo en pacientes diabéticos.

## Usos
Algunas naranjas rojas puede ser algo agrias, mientras otros tipos son dulces aunque mantenga el característico sabor de la sanguina. Las naranjas también pueden emplearse para elaborar mermeladas, y su cáscara puede usarse en repostería. Una ensalada siciliana popular en invierno se hace con naranja Tarocco, bulbo de hinojo en rodajas, perejil y aceite de oliva. Las naranjas también pueden usarse para elaborar gelatos, sorbetes y refrescos italianos. Las sanguinas son populares en aliños al estilo de la vinagreta, y a veces se emplean para aromatizar algunas cervezas especiales.
También es un producto cada vez más solicitado en la elaboración de dulces, aportando jugosidad a masas de bizcochos y pasteles, con un interesante contraste de sabores dulces y amargos.